# Герб Роздільної
Герб Розді́льної затверджений 11 липня 2013 р. рішенням Роздільнянської міської ради.

## Опис
На зеленому полі увігнуте золоте перекинуте понижене вістря, закінчене нитяною облямівкою з поперемінних срібних і чорних  прямокутників, у якому зелений локомотив із червоними смугами.
Щит розміщений у золотому картуші, верхня половина якого еклектична, а нижня утворена з колосків, унизу якого на золотій стрічці червоними літерами — „Роздільна”, під стрічкою червоними цифрами — 1863.
Щит увінчаний срібною міською мурованою короною з трьома зубцями.

## Значення
Локомотив є символ розвитку  залізничного транспорту та прогресу, який сприяв на становлення міста Роздільна.
Нитяна облямівка з поперемінних срібних і чорних  прямокутників нагадує залізницю у три напрямки.
Золотий колір є символом багатства, благородства, достатку.
Зелений колір символізує родючість і процвітання сільського господарства.
Герб розміщений у золотому картуші, який рекомендований Українським геральдичним товариством, та прикрашений срібною міською  короною, яка вказує на статус міста.